# Зарембо, Владимир Николаевич
Владимир Николаевич Зарембо (1923—1992) — полковник Советской Армии, участник Великой Отечественной войны, Герой Советского Союза (1943).

## Биография
Владимир Зарембо родился 24 мая 1923 года в Житомире. Окончил среднюю школу, после чего работал дежурным радиотехником в радиоузле Миргорода. В октябре 1941 года Зарембо был призван на службу в Рабоче-крестьянскую Красную Армию. В 1942 году он окончил курсы младших лейтенантов. С апреля того же года — на фронтах Великой Отечественной войны. Принимал участие в боях на Брянском, Центральном, Воронежском и 1-м Украинском фронтах, два раза был ранен. Участвовал в Курской битве, освобождении Украинской ССР. К осени 1943 года лейтенант Владимир Зарембо командовал 8-й ротой 310-го стрелкового полка 8-й стрелковой дивизии 13-й армии Центрального фронта. Отличился во время битвы за Днепр.
Рота Зарембо переправилась через Днепр к северу от Киева и захватила плацдарм на его западном берегу. Немецкие войска предприняли ряд контратак, но все они успешно были отражены. В бою Зарембо был ранен, но продолжал сражаться.
Указом Президиума Верховного Совета СССР от 16 октября 1943 года за «мужество и отвагу, проявленные в боях при форсировании Днепра» лейтенант Владимир Зарембо был удостоен высокого звания Героя Советского Союза с вручением ордена Ленина и медали «Золотая Звезда» за номером 2047.
После окончания войны Зарембо продолжил службу в Советской Армии. В 1947 году он окончил Военную академию имени Фрунзе. В 1967 году в звании полковника Зарембо был уволен в запас. Проживал в Ужгороде, преподавал в Ужгородском государственном университете. Скончался 5 июня 1992 года, похоронен на ужгородском Холме Славы.
Был также награждён орденом Отечественной войны 1-й степени и рядом медалей.